# Música del Perú
El desarrollo de la música peruana está estrechamente vinculada con la historia de la cultura del Perú en sus diferentes regiones: la costa, la zona andina y la zona selvática.

## Historia

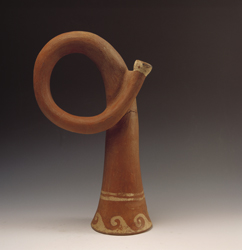
Trompeta de terracota perteneciente a la cultura moche.

Antes del Virreinato del Perú, gran parte del territorio peruano lo constituía el Tahuantinsuyo incaico. Allí, se separaron varias culturas antiguas como Chavín, Paracas, Moche o Chimú, Nazca, entre otras. Los antiguos pobladores de la cultura Nazca sobresalieron por sus habilidades musicales, empleando diversas escalas diatónicas y cromáticasen sus antaras de cerámica, en comparación con las cinco notas utilizadas en las melodías incaicas. 
Después del Virreinato, siglos de mestizaje cultural crearon un amplio paisaje musical a lo largo del Perú. Los instrumentos típicos más usados fueron la quena, la antara o zampoña, el cajón afroperuano, la guitarra tradicional (Perú tiene, además, una variante de menor tamaño conocida como charango), y la mandolina.
Existen miles de danzas de origen prehispánico y mestizo[cita requerida]. La sierra central, norte y sur de los Andes es famosa por conservar los ritmos tradicionales del huayno y el pasacalle. Éstas representan las diferentes culturas que habitan en la cadena montañosa de este país, y aquellas que actualmente siguen vigentes.

### Música, danza y canto durante la época Incaica
Para los incas la música, la danza y el canto se definían con el término taki. La música incaica fue pentatónica, combinando las notas re, fa, sol, la y do para crear composiciones que podían tener un carácter religioso, guerrero o profano.La danza, la música y el canto estaban presentes en todas las actividades comunales o rituales. Entre las danzas documentadas encontramos: 
- Uaricsa rahui, danza del inca.
- Llamaya, danza pastoril.
- Harahuayo, danza agrícola.
- Cashua, danza de galanteo en parejas.
- Aranyani, danza de los enmascarados.
- Haylli arahui, danza para celebrar victorias en la guerra.
- Puruc aya, danza fúnebre.

Asimismo, los incas utilizaban una gran diversidad de instrumentos musicales, entre los que se encuentran:
- Las pomatinyas: pequeños tambores fabricados con piel de puma.
- Las guayllaquepas: trompetas hechas con caracolas.
- El pinkillo: instrumento de viento similar a una flauta.
- Las antaras: flautas de pan hechas con distintos materiales.
- El huancar o wankara: tambor grande utilizado por los varones.
- La tinya: tambor pequeño utilizado por mujeres.

En el caso de los tambores, generalmente se fabricaban con piel de camélidos, aunque hubo algunos hechos con piel humana de líderes rebeldes o enemigos vencidos. También se han documentado trompetas de metal, oro, plata y cobre, así como instrumentos hechos con cornamentas de venados andinos o de perros.En el canto destacaron las chaiñas: mujeres dedicadas al canto en los templos, caracterizadas por agudizar notablemente su voz.

### La música durante el Virreinato
Con la conquista y la posterior época virreinal, el territorio peruano recibió la influencia de la música europea, y posteriormente, afroperuana.
Está documentado que Gonzalo Pizarro ordenó componer cánticos que realzaran su imagen. Posteriormente, el virrey Conde de Lemos trajo desde España al compositor Tomás de Torrejón y Velasco, quien, estando en la Ciudad de Los Reyes, estrenó la ópera «La púrpura de la rosa», que luego se extendería por el Cuzco, Charcas y Guatemala.
Ya en la época borbónica se pusieron de moda los ritmos italianos. En aquella época llega a los Reyes el compositor Roque Ceruti, del cual en la actualidad se conservan partituras con preeminencia del violín. Posteriormente, el presbítero huachano José de Orejón y Aparicio, discípulo de Tomás de Torrejón, compone La pasión según san Juan y varias cantatas, entre las que destaca «Ah, del gozo».
Uno de los primeros en fusionar los ritmos europeos con el folclore de la población de origen africano es el presbítero Juan Araujo en el villancico «Los negritos», incluyendo aquí el particular estilo del español hablado por las comunidades de negros.
En el Cuzco, destacaron Ignacio Quispe y fray Esteban Ponce de León. El primero es conocido por una cantata de burla titulada «Ah, señores los del buen gusto» y el segundo por la ópera-serenata «Venid deidades».
Destaca también en Cuzco la pieza musical «Hanacpachap», obra de Juan Pérez Bocanegra, con letra en quechua. Esta pieza musical mantiene la pentafónica andina. Su partitura fue publicada en Lima en 1631. Hanacpachap es la primera obra polifónica coral de América.
En cuanto a la danza durante la Colonia, se distinguen dos periodos según las dinastías reinantes en la Metrópoli: el primero, de influencia de la Casa de Austria (siglos XVI y XVII), y el segundo, de influencia borbónica (siglos XVIII y XIX). En el primero ingresa la música flamenca, italiana y alemana, mientras que en el segundo se incluyen los modelos franceses. A la par del ingreso de estos estilos, se inicia una evolución de la música criolla, todavía primitiva, y los ritmos africanos.
A finales del siglo XVI se bailaban en Lima:
- El totarque
- El puertorrico
- La chacona
- La valona
- La churumba
- La gallarda

En el siglo XVII se documentan:
- La pavana
- La alemanda
- La cadeneta
- La zarabanda
- La courante

Y durante el siglo XVIII, con la moda francesa, llegan:
- El minueto
- La gavota
- El zapateo andaluz

La diversidad musical fue documentada en los últimos años de la colonia en los códices de Martínez Compañón, en acuarelas en las que se observan danzas, como La degollación del Inca o Los diablos, además de representarse una gran cantidad de instrumentos como las zampoñas, clarines, guitarras, marimbas y quijadas. Los ritmos que estuvieron de moda a fines del siglo XVIII e inicios del XIX fueron los yaravíes, cascabelillos, cachuas y negritos.
Tanto en la colonia como durante el inicio de la época republicana, la población no hacía distinción entre la música sacra y la profana. Esta diferenciación comienza de manera muy vaga hacia 1813, hallándose documentos que distinguen entre la música culta y la música vulgar.
Durante el gobierno del virrey Abascal, la ópera italiana tuvo mucha popularidad en Lima. Este virrey también trató de imponer los estilos de Andrés Bolognesi, Cimarosa, Paisiello y Rossini. Después de la independencia y tras un breve periodo en el cual estuvo de moda la música local, Rossini volvió a acaparar los gustos de los Limeños y Limeñas.
Hacia finales del siglo XVIII, los profesores de danza eran en su mayoría negros, pero en 1790 se prohibió esta actividad acusando a los profesores negros de inventar y modificar los pasos legítimos de las danzas. A causa de esta prohibición, comenzaron a proliferar las escuelas de baile con docentes extranjeros.

### Época republicana
A inicios del siglo XIX, en Perú existió mucha música local, pero las partituras que se han conservado son, en su mayoría, de música española. Las iglesias concentraron gran parte de la música, tanto religiosa como profana. Las catedrales más importantes contaron con orquestas propias; algunas iglesias contrataban músicos para sus fiestas y procesiones. En Lima se documenta la Orquesta de Indios del Cercado, y con gran notoriedad sobre los pueblos de Lima.
Después de la independencia, los peruanos mostraron una gran predilección por los ritmos musicales locales, prefiriendo a los músicos nacionales. Durante 1820 y 1830, estuvieron de moda algunas tonadillas de músicos como José Bernardo Alcedo (autor de la música del «Himno nacional del Perú»), temas como "Los indios y el corregidor" o "Los negritos". A su vez, las comedias musicales peruanas tuvieron gran aceptación; en este periodo lograron éxito obras como El mágico peruano, La cora y La chicha. Con el tiempo, estos gustos fueron cambiando, y las preferencias por los ritmos musicales europeos y las óperas desplazaron a los ritmos nacionales en las urbes peruanas.
Los instrumentos preferidos durante este periodo fueron las guitarras, órganos, clavicémbalos, salterios, vihuelas, arpas y pianos. En Perú se fabricaban estos instrumentos e, incluso, se documentaron exportaciones hacia Guayaquil y Guatemala en el caso de las guitarras, y hacia Santiago de Chile en el caso de los salterios.
Los gustos musicales en cuanto a música europea se inclinaron hacia Rossini, quien se convirtió en el compositor preferido durante la década de 1840. Durante este periodo, el público autodenominado «culto» mostró un desprecio hacia la música nacional. Este apego hacia la música europea no se debía a la ausencia de músicos locales (pues existían muchos en las clases populares), sino más bien a una cuestión de prestigio. Además de Rossini, las obras de Donizetti y Verdi opacaron la música peruana entre las élites y las clases medias.
Con la época republicana, nace la música criolla, influida por el afrancesamiento del minueto, el vals vienés, la mazurca polaca, la jota española y las expresiones mestizas de la costa central. La producción musical a inicios del siglo XX fue muy intensa, y los compositores fueron, en su gran mayoría, personas de los barrios, los cuales se caracterizaban por tener un estilo particular por cada zona. A esta época se la conoce como la Guardia Vieja; sus composiciones no tenían partituras, por lo cual no fueron registradas, y muchos de sus autores se perdieron en el anonimato.
El periodo industrial de la música criolla fue acompañado por la demanda del fonógrafo. Este proceso fue lento; además, la llegada del fonógrafo trajo consigo la integración en Perú de ritmos foráneos como el tango y el foxtrot. Estos ritmos extranjeros, en algún momento, desplazaron a la música criolla, lo cual se evidencia en las letras de algunos valses que decían:
Ese estilo moderno,
no debes aprender…
En referencia al tango y al foxtrot, los compositores antiguos se resistían al cambio y se habían vuelto tradicionalistas. Esto se mantuvo hasta la llegada de nuevos valores en la década de 1920, entre los que destacaron: Felipe Pinglo, Pablo Casas y Alcides Carreño, entre otros. Se dice que Pinglo se hizo conocido en sus inicios musicales como ejecutante de foxtrot, lo cual le facilitó luego ingresar en el gusto musical con la música criolla. Esta nueva generación de la década de 1920 se adaptó a las preferencias musicales de la época, fusionando la música criolla con otros ritmos, pero sin perder su esencia peruana.
La industria criolla comenzó a evolucionar: se separaron las funciones en los conjuntos criollos, aparecieron los arreglistas, y los cantantes ya no son necesariamente quienes componían las canciones. A esto se le sumó el inicio de la radiodifusión en el Perú en 1935; con esto, la música criolla deja de ser exclusiva de los sectores populares y surgió un sentimiento criollo que empezó a percibirse en Lima como algo nacional.
En 1944 se institucionalizó el Día de la Canción Criolla. Años después, el presidente Odría invitó a los Troveros Criollos al Palacio de Gobierno. Según Llorens (1983), el trasfondo de esto fue que las clases media y alta buscaban un medio para legitimar su peruanidad en contraposición a la migración de la zona andina hacia la ciudad; estos grupos no aceptaban lo andino como símbolo nacional.
En 1965 se libera un clip musical grabado en Perú por Mario Cavagnaro, que sería el primero de la historia. En la década de 1980 se exploraron nuevos estilos como el rock y géneros afines en discotecas. En ese entonces, ya se realizaban quince festivales de música para competir por una mejor calidad interpretativa a nivel nacional. Destaca al Festival de Ancón.
En 2025, dos artistas peruanos ganaron por primera vez el premio Grammy original. Se trata de Tony Succar y su madre, Mimy, quienes compitieron con otras figuras significativas de la música tropical como Juan Luis Guerra y Marc Anthony.

## Música andina
A lo largo de los Andes peruanos, en cada pueblo, existe una gran variedad de cantos y bailes que, como lo consignan numerosos cronistas, son juzgados de «infinitos» por su diversidad.En la época incaica, se usaba la palabra taki para referirse simultáneamente tanto al canto como al baile, pues ambas actividades no estaban separadas una de la otra. Con la llegada de los españoles, se produjeron varios procesos de mestizaje musical, desapareciendo algunos takis y transformándose otros. La música andina actual es mestiza, pues no existe pueblo que no haya sido tocado por dicho proceso. Incluso, la mayoría de instrumentos usados en el área andina son de origen mestizo. 
En Arequipa y los Andes del Sur se ha difundido muy amplio el yaraví, un estilo melancólico de canto, que es uno de los tipos más difundidos de esta región. La canción de origen andino peruano más conocida es "El cóndor pasa", una composición tradicional creada por el compositor peruano Daniel Alomía Robles, quien la incluyó en una zarzuela homónima, y que fue popularizada en los Estados Unidos de América por el dúo Simon & Garfunkel. La composición original consiste en un himno al sol, lento, seguido de una kashwa y una fuga de huayno.
Por otro lado, destaca el huaylas, un alegre ritmo de los Andes centrales. Este es otro tipo muy difundido de canto y danza. En Áncash se cultivan los ritmos del huayño, la chuscada, el pasacalle y la cashua, gracias al aporte de músicos prolíficos como Víctor Cordero Gonzales, quien, a pesar de haber fallecido en 1949, continúa inspirando a los músicos ancashinos del siglo XXI. El huayno es el género de música andina peruana más popular, aunque su origen no se puede rastrear hasta la época incaica, por lo parece ser una creación netamente mestiza. Se cultiva con distintas variantes en toda la serranía peruana. Un género similar es el tondero de la costa norte peruana.

## Canción criolla

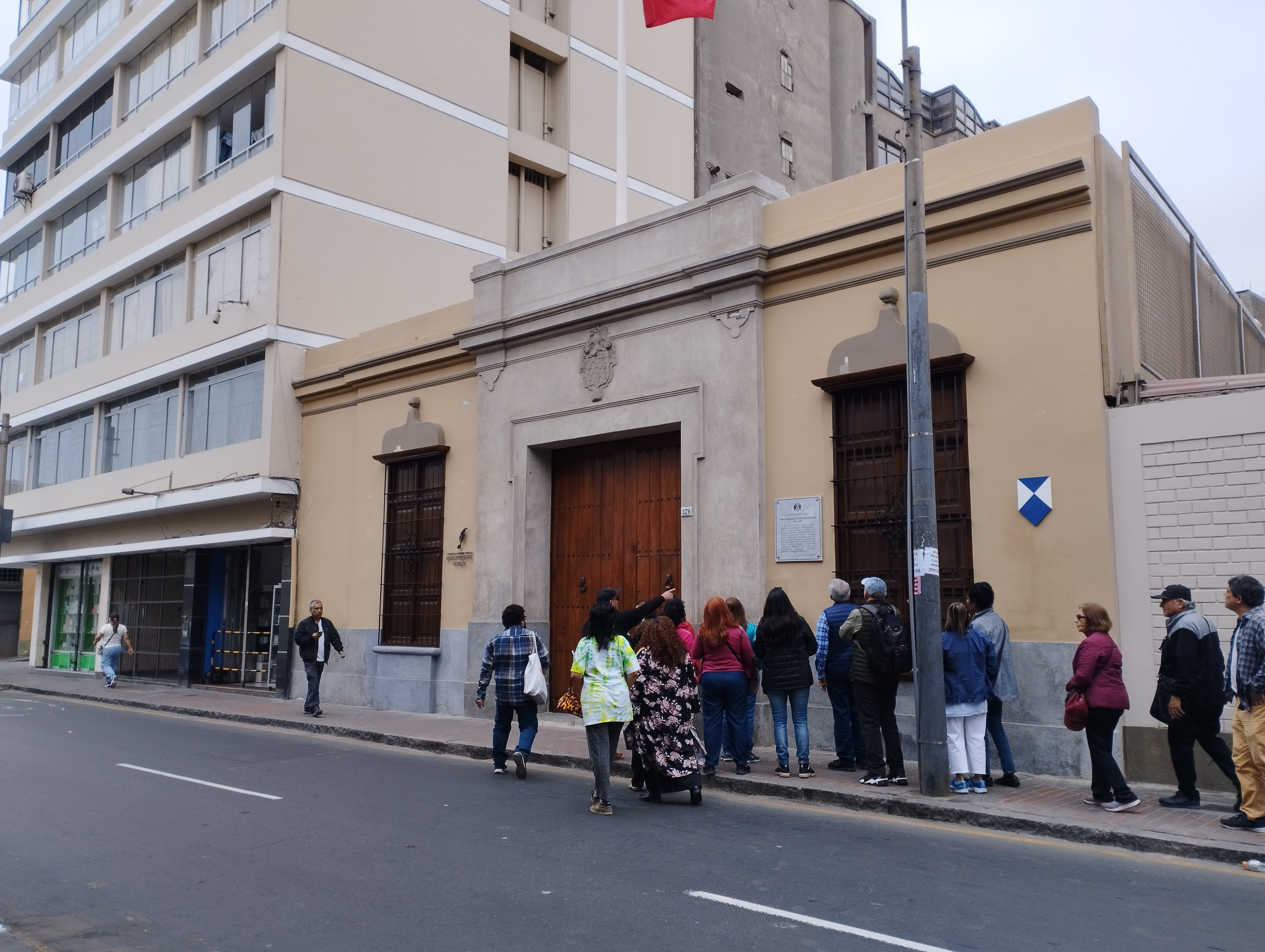
Sede de la Casa de la Cultura Criolla, museo dedicado a la música criolla, ubicado en el Centro Histórico de Lima.

La costa, influida en gran medida por la cultura española, combina ritmos tradicionales europeos como el vals y la polca con diversos ritmos de origen africano. No en vano, en la Lima virreinal, la población de esclavos negros constituía la mitad de la población total de la ciudad. La música criolla actual surge a fines del siglo XIX como parte del proceso de transformación social que sufre la ciudad de Lima, recorriendo diferentes estados hasta la actualidad. El estilo limeño más conocido es el vals peruano, popularizado por importantes compositores como Carlos Saco, Aarón Landa, Felipe Pinglo y Chabuca Granda, quienes son considerados los principales compositores de la música criolla, con canciones como "Rosa Elvira", "El plebeyo", "El huerto de mi amada", "El canillita", "La flor de la canela", "Fina estampa" y "José Antonio". Otras canciones conocidas de este género son: "Alma", "A la Huacachina", "Corazón y vida", "Madre", "Ódiame", "Mi propiedad privada" y "El rosario de mi madre". 
Además del vals, la música criolla incluye los géneros de la polca (estos géneros de origen polaco llegaron a Sudamérica en la segunda mitad del siglo XIX junto con el chotís, la mazurka y el paso doble español) y la marinera, esta última con origen en la antigua zamacueca. La marinera es la danza nacional del Perú, nombrada así por el literato Abelardo Gamarra en honor de los marinos que lucharon en contra del Chile en la Guerra del Pacífico. Entre los peruanos de la costa, es considerada tan representativa como el tango en la Argentina. Posee tres variantes principales, la norteña, la limeña y la serrana.

## Rock peruano
El rock y sus primeras expresiones se iniciaron en Perú en la década de 1950, debido a la influencia y a la difusión en los cines Limeños de música estadounidense, como el "Rey del Rock and Roll", Chuck Berry y sus compatriotas Little Richard, Elvis Presley y uno de los más importantes, Bill Halley & His Comets con sus canciones "Rock Around The Clock", "Blackboard Jungle" y "Rebelde sin causa", siendo el sello discográfico El Virrey, quienes editaron esta canción en su "versión nacional". Muchas bandas nacerían con la influencia de estos. El primer disco de rock and roll en el Perú fue grabado por La Orquesta de Eulogio Molina, editado por el sello MAG el 22 de enero de 1957.
En la primera mitad de la década de 1960, se formaron Los Saicos, quienes en nuestros tiempos son considerados por la prensa nacional e internacional como la cabeza del género musical proto punk, porque mientras The Beatles y muchas bandas hablaban de amor, paz y de vivir en una utopía, esta banda peruana hablaba de demoler estaciones de tren, de la muerte, con guitarras haciendo sonidos disonantes, tambores sin brillo y una desgarradora voz. Junto a Los Saicos, encabezaron los años 60 Los Incas Modernos, Los Zodiacs, Los Kreps y Los Sunset's.
Las bandas de rock nacientes desde 1970 llegaron con influencias de King Crimson y Genesis y, siguiendo el ejemplo de los contemporáneos argentinos como Sui Generis, Arco Iris, Almendra (a fines de la década pasada), Pescado Rabioso, Aquelarre, León Gieco, Serú Girán, Billy Bond y La Pesada, son las más trascendentales en Lima, como Los Yorks, The Mad's, Pax, Laghonia, We All Together, Telegraph Avenue, Black Sugar, Tarkus, Traffic Sound, entre otras.
A inicios de 1980 en adelante, surgieron bandas como Frágil (con su álbum debut Avenida Larco), Arena Hash, Río, Jas y Miki González. Pero fue en esta misma época que existió el rock subterráneo, con grupos de estilo hardcore punk anarquista, como Leusemia, Narcosis, Zcuela Cerrada, Autopsia, Pánico, Eructo Maldito, Eutanasia, Éxodo, Guerrilla Urbana, entre otros.
Las décadas de 1990 y 2000 fueron dominadas por Pedro Suárez-Vértiz, Amén, Líbido, Rafo Ráez, Mar de Copas, Dolores Delirio, Los Mojarras, Nosequien y Los Nosecuantos, Electro Z, El Aire, entre otros.

## Música académica
El Perú poseía durante el período español una gran actividad musical, con centros importantes en la Ciudad de los Reyes (Lima), Cusco y Potosí. Desde la llegada de los españoles se produjo un sincretismo cultural, se compusieron varias obras religiosas en texto quechua con armonía del renacimiento italiano y español, claro ejemplo son las obras de los religiosos Juan Pérez Bocanegra (Hanac Pachap) y Luis Gerónimo de Oré. En el Perú se compuso la primera ópera del continente americano, La Púrpura de la Rosa estrenada en 1701, obra del español Tomás de Torrejón y Velasco, sobre texto de Calderón de la Barca. Otros compositores peruanos del período colonial son: Rocco Cerutti y Domenico Zipoli (nacidos en Italia), Juan de Araujo ―nacido en España, que compuso obras politonales a 11 voces y dirigía una orquesta de 50 músicos en Potosí―, y el compositor más importante del Perú virreinal, José de Orejón y Aparicio (nacido en Huacho).
En los últimos 20 años del siglo XVIII, se produce la importante recopilación de música del norte peruano por el Obispo Martínez de Compañón (Enciclopedia Trujillo del Perú). La ópera tuvo un gran auge desde 1808 en Lima con la presencia del músico genovés Andrés Bolognesi Campanella (padre del Héroe de Arica). En el elenco de Bolognesi, actuaba la soprano Rosa Merino que en 1821 estrenara el Himno Nacional del Perú.
Tras la independencia de España (1821), José Bernardo Alcedo gana el concurso para crear la Marcha Nacional y compone el actual Himno Nacional (que fuera luego restaurado por el compositor italo-peruano Claudio Rebagliati en 1869). El resto del siglo XIX presenta un gran número de compositores de canciones patrióticas. A mediados del siglo llega un gran número de músicos extranjeros, sobre todo italianos, como Carlo Enrico Pasta, Francesco Francia, Antonio Neumane Marno (autor de la música del Himno ecuatoriano), Leopoldo Benedetto Vincenti (autor de la Música del Himno Boliviano) y Oreste Síndici (autor del Himno Colombiano) y el sueco Carlos J. Ecklund. Algunos de ellos se quedan en el país, impulsando una actividad musical orientada a la música romántica europea, creando diversas Sociedades Filarmónicas.
Desde fines del siglo XIX (desde la guerra con Chile) y durante las primeras décadas del siglo XX, la música peruana denota la influencia de la música andina, en lo que se ha denominado indigenismo musical a la par con la literatura, la pintura y movimientos sociales y políticos como el anarquismo, aprismo y socialismo. Asimismo, hay casos ligados a la corriente del impresionismo musical. Entre los compositores más importantes figuran: José María Valle Riestra, Ricardo Walter Stubbs, Ernesto López Mindreau, Carlos Valderrama Herrera, Renzo Bracesco Ratti, Alfonso de Silva Santisteban, Theodoro Valcárcel Caballero y Raoul de Verneuil. También destacan los arequipeños: Luis Duncker Lavalle, Octavio Polar, Manuel Aguirre, David Molina ―que difundieron sus obras con la Asociación Orquestal de Arequipa―, y Roberto Carpio Valdes y Carlos Sánchez Málaga, que tuvieron importante labor en el Conservatorio Nacional de Música de Lima. Entre los Cusqueños, destacan: Juan de Dios Aguirre Choquecunza, Roberto Ojeda Campana, Baltazar Zegarra Pezo y Francisco Gonzales Gamarra, estos autores divulgaron sus obras a través de la Orquesta de Cámara del Cusco y del Centro Qosqo de Arte Nativo.
Compositores posteriores han adaptado las innovaciones de la música atonal y dodecafónica a la composición. Entre estos músicos destacan dos maestros muy importantes, el alemán Rodolfo Holzmann y el francés André Sas, que coincidieron en la fundación de la Orquesta Sinfónica Nacional en 1938, que a su vez motivó a la nueva generación de compositores a la que pertenecen Enrique Iturriaga Romero, José Malsio, Enrique Pinilla Sánchez-Concha, Celso Garrido Lecca ―ganador del premio Luis Tomas de Victoria (SGAE) al compositor más importante de habla hispana en 2001―, Edgar Valcárcel Arze, Francisco Pulgar Vidal, Manuel Rivera Vera, Olga Pozzi-Escot, Luis Iturrizaga, Armando Guevara Ochoa ―que es la máxima expresión del indigenismo musical― y el vanguardista César Bolaños Vildozo ―que también ha realizado investigación de los instrumentos ancestrales―.
Se debe agregar una categoría de compositores que continuaron creando dentro de la tonalidad y cuyas obras coexisten con las vanguardistas, como es el caso de: Jaime Díaz Orihuela, Manuel Pérez Acha, Eduardo Julve Ciriaco, Alejandro Bisetti Vanderghem, Juan Fiege y Jacobo Chertman.
Posteriormente, encontramos a los compositores de la generaciones 60 y 70 que han sido los alumnos de la generación anterior, donde destacan Pedro Seiji Asato, Walter Casas Napán, Rafael Junchaya Gómez, Aurelio Tello Malpartida, Alejandro Núñez Allauca, Douglas Tarnawiecki, Arturo Ruiz Del Pozo, José Carlos Campos Gálvez, Gonzalo Garrido Lecca, Nilo Velarde, César Peredo, y José Sosaya Weckselman.
La «Generación del 80» integrada por Fernando de Lucchi ―actual director del Conservatorio Nacional de Música―, Carlos Ordóñez (Haladhāra Das) y Miguel Oblitas Bustamante, cuyas obras transitan entre lo tonal y la vanguardia y los microtonos de la cultura india. Miguel Oblitas Bustamante (discípulo de Américo Valencia en musicología), ha creado un archivo sobre las obras de los compositores peruanos y los ítalo-peruanos desde el virreinato hasta nuestros días. Asimismo José Quezada Macchiavello, viene investigando el archivo musical de San Antonio Abad en el Cusco.
En años recientes han surgido nuevos jóvenes talentos, muchos de los cuales se han agrupado en torno al Círculo de Composición del Perú (Circomper). Otros han viajado y residen en el extranjero, como Daniel Cueto, Jimmy López, Rajmil Fischman, Federico Tarazona ganador del Premio de Composición Casa de las Américas 2013, Pedro Malpica y Jorge Villavicencio Grossmann. En este punto, también debe destacarse la labor en composición de música con influencia indigenista, abarcando las tres regiones del Perú, que viene llevando a cabo Carlos David Bernales Vilca Archivado el 27 de septiembre de 2016 en Wayback Machine., actualmente residente en Nueva York.
Asimismo, en el campo de la interpretación musical, debemos mencionar a distinguidas voces, como las sopranos Lucrecia Sarria y Teresa Guedes, y la contralto Josefina Brivio, y asimismo se debe mencionar a la cantante Yma Súmac (1922-2008). Los tenores de fama mundial como Alejandro Granda (años 1930) dirigido por Arturo Toscanini en Europa, posteriormente son dignos de mencionar Luis Alva y Ernesto Palacio. En los últimos años ha aparecido el tenor Juan Diego Flórez, quien ha desarrollado una carrera de gran éxito y está considerado internacionalmente como uno de los mejores cantantes de ópera del mundo. El clarinetista Marco Antonio Mazzini realiza también una sobresaliente carrera internacional (se ha presentado en más de 50 festivales internacionales) y es director de Clariperú, una importante revista virtual dedicada al clarinete.
Entre los pianistas destacados se debe mencionar a Rosa M. Ayarza (folclorista) y Ernesto López Mindreau en la primera mitad del siglo XX. En la segunda mitad destacaron Rosa América Silva Wagner de Bisetti, Teresa Quezada, Lola Odiaga, Edgar Valcárcel, Carmen Escobedo, Gustavo La Cruz, Juan José Chuquisengo, Hwaen Ch'uqi, Fernando De Lucchi Fernald, Juan Vizcarra, Vladimir Valdivia, Arbe de Lelis, Carlos Paredes Abad.
Entre los violinistas: Bronislaw Mitman, Franco Ferrari, Rafael Purizaga, Francisco Pereda, Juan Fiege, Armando Guevara Ochoa, Fabián Silva Franco, Alejandro Ferreyra (cubano), Laszlo Benedek, Hugo Arias Tenorio, Carlos Johnson Herrera, Sasha Ferreyra y Javier Rodríguez, entre otros.
Entre otros instrumentistas destacan el flautista César Peredo (solista de la Orquesta Filarmónica durante 20 años y solista de world music y jazz con trece discos publicados, tres nominaciones a los premios Grammy por diferentes colaboraciones y dos pre nominaciones por producciones propias) el fagotista Oscar Bohórquez, los cornistas Dante Yenque (solista de la Orquesta Sinfónica de São Paulo), José Mosquera (solista de la Orquesta Sinfónica Nacional).
Entre los directores de orquesta destacan en la primera mitad del siglo XX
Federico Gerdes, Vincenzo Stea, Enrico Fava Ninci, los arequipeños Octavio Polar y David Molina, el cusqueño Roberto Ojeda Campana, el austriaco Theo Buchwald (fundador de la Orquesta Sinfónica Nacional, que la dirigió entre 1938 y 1966).
Posteriormente destacan como directores de la Orquesta Sinfónica Nacional Hans Guntter Mommer, Zoila Vega Salvatierra (Orquesta Sinfónica de Arequipa). Daniel Tiulin, Luis Herrera de La Fuente, Leopoldo la Rosa Urbani, Luis Antonio Meza Casas (también director de la Orquesta de Cámara de Lima), Carmen Moral, José Carlos Sántos Ormeño (también director en Trujillo durante dos temporadas y la Orquesta Sinfónica del Callao), Armando Sánchez Málaga, Guillermina Maggiolo Dibós, Matteo Pagliari, Pablo Sabat Mindreau, Fernando Valcárcel, (actual Director Titular de la OSN) Jorge Huirse Reyes (Orquesta Sinfónica de la PNP y Orquesta Sinfónica de Breña), Armando Guevara Ochoa, Theo Tupayachi (Orquesta del Cusco), Francesco Russo,
José Carlos Santos Ormeño y Teófilo Álvarez. (Estos últimos tres ocuparon sucesivamente los cargos de directores titulares de la Orquesta Sinfónica de Trujillo, actualmente su director es Francis Alarcón Melly).
Las nuevas generaciones de directores de orquesta están representadas por David Del Pino Klinge, Miguel Harth-Bedoya González (Camerata de Lima), Guillermina Maggiolo Dibós, Dante Valdez, Abraham Padilla Benavides, Wilfredo Tarazona Padilla (Orquesta Sinfónica Juvenil e Infantil del Ministerio de Educación, y fundador de la Red de Orquestas Sinfónicas de provincias), Pablo Sabat Mindreau (Orquesta Sinfónica Nacional Juvenil Bicentenario),
Enrique Victoria-Obando (Orquesta Sinfónica de Arequipa) y Miguel Oblitas Bustamante (Orquesta de la Universidad Inca Garcilaso de la Vega y Orquesta Música del Mundo).

## La música actual en el Perú
Actualmente, gracias a la revalorización de la cultura peruana, se han difundido aún más las danzas típicas, inclusive se ha llegado a realizar fusión entre muchos géneros. Esto coincide con el surgimiento de empresas que realizan conciertos de artistas extranjeros para los años 2010 para encontrar nuevo público,que sin embargo aún no se concreta la llegada de artistas consagrados internacionalmente, cuyas exigencias cambiaron con la pandemia de COVID-19 en el país.
Entre las bandas y músicos peruanos contemporáneos más destacados al 2020 se encuentran Juan Diego Flórez, quien es considerado como uno de los mejores tenores del mundo y contando con tantos premios que deberían catalogarse en un artículo aparte; Lucho Quequezana, , compositor de música peruana tradicional con la habilidad de tocar 25 instrumentos y reconocido con el Premio Nacional de Cultura 2014 además de acreditar diversos premios canadienses; la siempre vigente Susana Baca, exministra de cultura de la República Peruana, expresidenta de la Comisión Interamericana de Cultura de la OEA (2011-2013), y ganadora de premios Grammy Latino en el 2002 y 2011; Laguna Pai, banda de Reggae ganadora del premio "Mejor Banda Reggae" en los Hollywood Music in Media Awards 2013, y participantes de los festivales "Rototom" 2018 y "Miami Reggae" 2014; y Dengue Dengue Dengue!, banda electrónica experimental que luego de algunos años destacando en Latinoamérica en el año 2016 emigró a Europa y se unió al prestigioso sello discográfico portugués "Enchufada".
El país también cuenta con algunos cantantes de rock y pop de gran aceptación a nivel tanto nacional como internacional tales como: Susan Ochoa (doble ganadora de la Competencia Internacional del Festival de Viña del Mar con su canción "Ya no más"), Anna Carina, Lita Pezo, Jean Paul Strauss, Leslie Shaw, Raúl Romero, Gian Marco y Pedro Suárez-Vértiz, ganadores de premios como Grammy Latino y Orgullosamente Latino, a nivel de rock grupos como Libido, TK, Zen entre otros. Algunos artistas consiguieron ingresar a medios internacionales como HTV.
Una cualidad muy valorada dentro de la música peruana contemporánea es la innovación, esto se muestra en bandas como: Los ya mencionados Dengue Dengue Dengue! (Electrónica, Folklore peruano, sonidos amazónicos y sonidos de África subsahariana), Animal Chuki (Electrónica, sonidos amazónicos, décimas afroperuanas), Olaya Sound System (Cumbia, Folklore peruano, Sonidos andinos, Reggae y armonías yogui), Super Simio (Cumbia, folklore peruano, Reggae, Rock, Funk, y Bossa), Jean Pierre Magnet (Música criolla, música afroperuana, Folklore peruano, rock psicodélico, jazz, fusión, mambo, y rock latino), Dámaris (diversas fusiones peruanas, y latinoamericanas), UCHPA (Sonidos Andinos, prosas quechuas, hard rock, blues rock, rock progresivo, y rock alternativo), La Mente (Folklore peruano, electropical, música dub, reggae, punk, indie rock, rock, y ska), Laikamori (Dream pop, psicodelia, electrónica experimental), Tayta Bird (Folklore Futurista, Indie Pop), Colectivo Circo Band (Collage musical, música criolla, carnavalón, ska).
Dentro de los géneros que gozan de más cobertura entre los jóvenes está la cumbia "del nuevo Perú" (La Nueva Invasión, Barrio Calavera, la Inédita, los Chapillacs, Novalima, Bareto, entre muchos otros), La ola de cantautores limeños (Danitse Palomino, Renzo Villar, Camilo Vega, No Recomendable, Chayo Chevez, entre muchos otros), Rap (Comité Pokoflo, Dedos Rap, Jotak Rapsodia, Cortina de humo, entre muchos otros), Indie pop (Space Bee, Tourista, Mundaka, entre muchos otros), Salsa perucha (Sabor y control, Daniela Darcourt, Yahaira Plasencia, Josimar y su Yambú, y Son Tentación), Rock y derivados (Cuchillazo, Cementerio Club, Amen, Libido, Tremolo, entre muchas otras).
Por su lado la población de mayor edad todavía presenta una orientación hacia la cumbia tradicional peruana (Caribeños, Grupo 5, Kaliente, entre muchas otras), huayno y otros géneros del folklore andino y amazónico, cuya visibilización transcurrió con la inmigración interna a Lima.
Pese a no ser géneros que tengan muchos seguidores vale mencionar al reggae (La Renken, Los Filipz, Semillas, Tierra Sur, Ysabel Omega, entre otros), folk pop (We the Lion, Ves Tal Vez, Kanaku y el Tigre, Francois Peglau), funk (Big pollo funk, Achkirik, La Roja funk). En 2023 se formó el primer personaje virtual llamado Vamp1ro. También ocurre con el jazz, género que representó Jaime Delgado Aparicio, cuando se formó en 2002 la Asociación Internacional Jazz Perú.
Aunque tiene muy baja cobertura, en los últimos años Perú ha sido centro de música medicina, meditativa y/o espiritual, destacando en el contexto local músicos como Alonso Del Río, Tito La Rosa, Diego Palma, Ruy Hinostroza, Mario Maywa, Pepe Chiriboga, Tavo Castillo, Grupo Ayllu, Coral Herencia, entre otros. Actualmente el festival de mayor acogida es el Festival de Música Medicina que se lleva a cabo en Huandar, Pisaq, Cusco.
Por otro lado, en ciertos sectores de las grandes ciudades se ha tomado nuevas costumbres musicales como asistir a los eventos de la Orquesta Sinfónica Nacional, el Conservatorio Nacional de Música y programas que divulgan la música de nuestros compositores académicos que el Perú posee desde el Virreinato (renacimiento, barroco), el período de la emancipación (clásicos) y de la república (clásicos, románticos, nacionalistas llamados también indigenistas, impresionistas, modernistas, dodecafónicos atonales, electrónicos, electroacústicos y los de técnicas mixtas). El Ministerio de Cultura anunció su primera guía musical para la plataforma Infoartes en 2015.
En 2023 se presenta la edición local de Billboard para artistas emergentes. En 2024, Apdayc anunció la licitación de Arena Perú, un recinto centrado en megaconciertos sin recurrir de estadios deportivos como San Marcos o el Nacional.
También en 2024 se anunciaron los premios de la Cámara Peruana de la Música, formado por las tres organizaciones de gestión de derechos: La Sociedad Nacional de Intérpretes y Ejecutantes de la Música (Soniem), la Asociación Peruana de Autores y Compositores (Apdayc) y la Unión Peruana de Productores Fonográficos (Unimpro). En su primera edición se estableció 30 ternas para 90 artistas nominados. Desde esa edición se elige mejor artista según su género musical: criolla, andina, cumbia, salsa, urbano, rock y romántico.

### Discografía y difusión
En el país se aprecia una enorme dificultad que enfrentan las bandas contemporáneas al finalizar los años 1990 en adelante es la poca cabida que les brindan las radios comerciales de las grandes ciudades costeras del país,lo que la prensa especializada en la música es casi limitada.Según Terra, un artista de la música es visto solo como un pasatiempo debido a la posible estigmatización de la vida bohemia.
La pobre industria musical en donde se busca desarrollarse coincide con la piratería que marcó a la capital (Lima), luego de la llegada de inmigrantes andinos en los años 1980 y el precario sistema laboral. A pesar de que solo Sonoradio alcanzó su etapa de maduración como casa nacional, de las varias discografías nacionales a mediados del siglo XX, solo sobrevivieron El Virrey e lempsa ante el surgimiento de casas independientes para finales de los años 1980. Existen algunos casos que afrontaron a la realidad comercial, como las productoras de música andina que pudieron sobrevivir por los conciertos y la venta masiva de contenido multimedia en DVD. En estos casos, Discos Horóscopo alcanzó la popularidad gracias a los álbumes de género chicha, mientras que Rosita Producciones triunfó en los géneros tropicales como la cumbia.
De acuerdo a la consultora PwC, en 2014 el mercado musical estuvo valorizado en 28 millones de dólares.Las cuales se ven condicionadas a buscar paquetes internacionales de menor costo o recurrir elementos caseros frente a la baja sintonía en medios masivos,como en la radio, ocasionada por la preferencia de la población de estas urbes a las nuevas fuentes de música. En el caso del Estado, PROMPERÚ se encargó en la negociación de nuevos artistas musicales a casas del extranjero para así promocionarlos bajo la marca Música Perú.
Para la pandemia de COVID-19, además de Iempsa continúan otras casas discográficas como Postunder, Buh Records, Muki Records, Discos Eternos, Cal Comunicaciones y Necio Records. Aun así, la directora de los Premios Heat, centrados en valorar la escena del latin music, expresó que «en el Perú lo que falta son apuestas muy grandes de las disqueras, que los mánagers salgan y vean lo que pasa afuera realmente y cómo se trabaja».
En 2023, el medio Infobae criticó la falta de presencia internacional de nuevos artistas peruanos a pesar de contar el apoyo de la escena nacional a Sergio George. En 2024, el mismo portal preguntó al dúo musical Gaitanes y respondió que existen referencias musicales en la cumbia y la timba para presentar al público extranjero, pero consideran que la falta de planificación y de visión a largo plazo son impedimentos para que los artistas logren trascender.